# Iglesia del Sagrado Corazón (The Bottom)
La Iglesia del Sagrado Corazón (en neerlandés: Heilige Hart Kerk; en inglés:  Sacred Heart Church) es el nombre que recibe un edificio religioso que pertenece a la Iglesia católica y se encuentra ubicada en la localidad de The Bottom capital de la isla caribeña de Saba un territorio dependiente que tiene el estatus de municipio especial del Reino de los Países Bajos en el Mar Caribe o Mar de las Antillas.
Fue fundada como una comunidad en 1877 siendo dedicada formalmente el 19 de marzo de 1935 por el sacerdote Norbertus de Groen. Sigue el rito romano o latino y depende de la Diócesis Católica de Willemstad con sede en la Isla de Curazao. Se trata de una de las 3 iglesias católicas ubicadas en la isla siendo las otras la de la «Conversión de San Pablo» en Windward Side y la «Reina del Santísimo Rosario» en la localidad de Hell’s Gate.